# SMS Oldenburg (1910)
O SMS Oldenburg foi um navio couraçado operado pela Marinha Imperial Alemã e a quarta e última embarcação da Classe Helgoland depois do SMS Helgoland, SMS Ostfriesland e SMS Thüringen. Sua construção começou em março de 1909 nos estaleiros da Schichau-Werke em Danzig, sendo lançado ao mar em junho do ano seguinte e comissionado em maio de 1912. O projeto do Oldenburg e seus irmãos representava uma melhora considerável em relação à anterior Classe Nassau em termos de armamento e propulsão. O navio tinha uma bateria principal composta por doze canhões de 305 milímetros montados em seis torres de artilharia duplas dispostas em um incomum arranjo hexagonal, deslocamento de mais de 24 mil toneladas e uma velocidade máxima de 21 nós (39 quilômetros por hora).
O Oldenburg foi comissionado na Frota de Alto-Mar e em tempos de paz seu serviço consistiu principalmente de rotinas de exercícios individuais ou junto com o resto da força alemã. O navio participou de todas as grandes operações navais alemães na Primeira Guerra Mundial no Mar do Norte, incluindo a Batalha da Jutlândia em 1916. Também teve algumas ações no Mar Báltico contra a Marinha Imperial Russa, principalmente no Golfo de Riga em 1915. O couraçado não participou de mais nenhuma grande operação depois da Jutlândia e acabou por ser entregue aos Aliados ao final da guerra após o afundamento da frota alemã em Scapa Flow. Ele foi transferido para a Marinha Imperial Japonesa, que nunca tomou posse e o vendeu em 1920 para uma firma britânica, sendo desmontado no ano seguinte.

## Características

O Oldenburg usava o mesmo arranjo hexagonal da bateria principal empregado anteriormente nos couraçados da predecessora Classe Nassau.

O SMS Oldenburg tinha 167,2 metros de comprimento de fora a fora, uma boca de 28,5 metros e calado de 8,94 metros. Seu deslocamento totalmente carregado com suprimentos de combate chegava em 24,7 mil toneladas. Seu sistema de propulsão era composto por quinze caldeiras a carvão que alimentavam três motores de tripla expansão com quatro cilindros, que por sua vez impulsionavam três hélices quádruplas de 5,1 metros de diâmetro. Os motores de tripla expansão foram escolhidos sobre os mais modernos turbinas a vapor puramente por questões de custo. A potência gerada pelas máquinas era de 27 615 cavalos-vapor (20 600 quilowatts), o que lhe permitia alcançar uma velocidade de 20,8 nós (38,5 quilômetros por hora). O Oldenburg transportava até 3,2 mil toneladas de carvão, o que lhe dava um alcance de 5 500 milhas náuticas (10 190 quilômetros) a dez nós (dezenove quilômetros por hora).
A bateria principal do Oldenburg consistia de doze canhões SK L/50 de 305 milímetros. Eram montados em seis torres de artilharia arranjadas em uma incomum configuração hexagonal: uma na proa, uma na popa e duas de cada lado. Seu armamento secundário tinha catorze canhões SK L/45 de 150 milímetros montadas em casamatas e catorze canhões SK L/45 de 88 milímetros, também em casamatas. Duas de suas armas de 88 milímetros foram substituídas em 1914 por canhões antiaéreos também de 88 milímetros. Além disso, havia seis tubos de torpedos de quinhentos milímetros instalados abaixo da linha d'água; um na proa, outro na popa e dois em cada lateral. O cinturão de blindagem tinha entre oitenta milímetros de espessura nas extremidades e trezentos na área central, enquanto atrás do cinturão ficava uma antepara de torpedo de trinta milímetros. O convés era protegido por uma blindagem que ia desde 55 a oitenta milímetros de espessura. A torre de comando dianteira era protegida por um teto de duzentos milímetros e laterais de quatrocentos, já a torre traseira tinha uma proteção de cinquenta milímetros no teto e duzentos nas laterais. As torres de artilharia possuíam tetos de cem milímetros e laterais de trezentos, e as casamatas tinham 170 milímetros mais escudos de oitenta milímetros.

## História
O Oldenburg foi encomendado pela Marinha Imperial Alemã sob o nome provisório de Ersatz Frithjof, como um substituto para o antigo navio de defesa de costa SMS Frithjof. O contrato para a construção foi entregue para a Schichau-Werke de Danzig, ocorrendo sob o número 828. Seus três irmãos tinham sido encomendados em 1908, porém a encomenda do Oldenburg foi adiada até o ano seguinte por restrições orçamentárias. O contrato tinha sido dado para a Schichau-Werke antes do orçamento de 1909 ter sido aprovado, assim o estaleiro começou a estocar materiais para construir a embarcação. Isto deu a impressão de que a Alemanha estava construindo mais couraçados do que tinham revelado publicamente, o que criou um temor naval no Reino Unido. O público britânico passou a clamar "nós queremos oito [novos couraçados] e não vamos esperar", com a construção de oito couraçados iniciando-se em um espaço de um ano, escalonando a corrida armamentista naval entre os dois países.

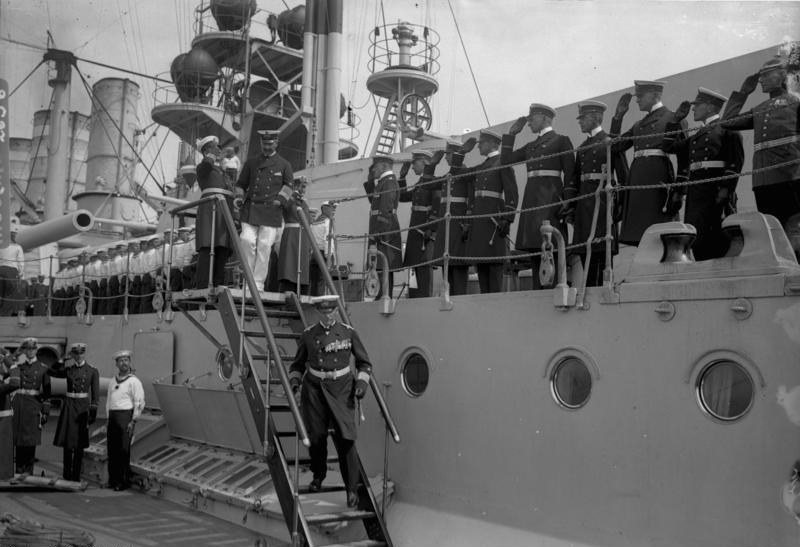
O imperador Guilherme II visitando o Oldenburg antes da guerra.

Os trabalhos de construção do Oldenburg finalmente começaram em 1º de março de 1909 com o batimento de sua quilha e o navio foi lançado ao mar pouco mais de um ano depois no dia 30 de junho de 1910. Ele foi batizado pela duquesa Sofia Carlota de Oldemburgo, com seu pai Frederico Augusto II, Grão-Duque de Oldemburgo, realizando um discurso durante a cerimônia. O casco incompleto do couraçado foi transferido para Kiel após o lançamento com o objetivo de passar pelos trabalhos de equipagem, que incluíam a finalização da superestrutura e instalação dos armamentos. Esta etapa foi finalizada em agosto de 1911. A embarcação, nomeada em homenagem ao antigo Ducado de Oldemburgo, que ficava no norte da Alemanha, foi comissionada na Frota de Alto-Mar em 1º de maio de 1912, pouco mais de três anos depois do início das obras.
O navio realizou seus testes marítimos no Mar Báltico logo em seguida e eles foram completados em meados de julho. O Oldenburg foi designado para a I Esquadra de Batalha em 17 de julho, juntando-se a seus irmãos. Ele então conduziu exercícios de treinamento individuais que foram sucedidos por treinamentos junto com toda a I Esquadra e por fim manobras da frota em novembro. O cruzeiro anual de verão ocorreu normalmente em julho e foi até a Noruega. O couraçado e o resto da frota entraram pelo um ano e meio seguinte em um padrão de rotinas de exercícios individuais, divisionais e em frota.
A Marinha Imperial fez seu último cruzeiro de verão completo em tempos de paz em julho de 1913, realizando exercícios perto de Skagen na Dinamarca e então seguido para os fiordes noruegueses em 25 de julho. O cruzeiro anual para a Noruega de 1914 começou em 14 de julho. Entretanto, a frota começou a voltar para a Alemanha já no dia seguinte como resultado do ultimato da Áustria-Hungria para a Sérvia. Todos os navios reuniram-se perto do Cabo Skadenes no dia 27 antes de voltarem para o porto, onde permaneceram em estado de alerta. A guerra entre os dois países começou em 28 de julho e em apenas uma semana todas as grandes potências europeias também entraram no conflito, iniciando a Primeira Guerra Mundial. O Oldenburg e o resto da I Esquadra voltaram para Wilhelmshaven no dia 29.

### Primeira Guerra

#### Ações iniciais
O navio esteve presente durante a primeira incursão da frota alemã para o Mar do Norte, ocorrida entre 2 e 3 de novembro de 1914. Não foram encontradas forças britânicas durante a operação. Uma segunda incursão aconteceu em 15 e 16 de dezembro. Esta ação foi o começo de uma estratégia adotada pelo almirante Friedrich von Ingenohl, o comandante da Frota de Alto-Mar. Ele tinha a intenção de usar os cruzadores de batalha do I Grupo de Reconhecimento do contra-almirante Franz Hipper para atacar cidades costeiras do Reino Unido a fim de atrair partes da Grande Frota, a principal força naval britânica, para uma emboscada onde pudessem ser destruídas pelos alemães. A frota deixou o porto no dia 15 para atacar as cidades de Scarborough, Hartlepool e Whitby. À noite, a força alemã de oito couraçados pré-dreadnought e seis couraçados modernos, incluindo o Oldenburg e seus três irmãos, chegaram a estar a dez milhas náuticas (dezenove quilômetros) de distância de um esquadra britânica destacada de apenas seis couraçados. Entretanto, ataques entre contratorpedeiros e barcos torpedeiros em meio a escuridão convenceram Ingenohl que ele estava enfrentando toda a frota britânica. Ele estava sob ordens do imperador Guilherme II de não arriscar seus navios desnecessariamente e assim recuou de volta para a Alemanha.
A Batalha do Banco de Dogger ocorreu em 24 de janeiro de 1915, quando a 1ª e 2ª Esquadras de Cruzadores de Batalha do vice-almirante sir David Beatty emboscaram a I Esquadra de Reconhecimento. O Oldenburg e o resto da I Esquadra de Batalha partiram às 12h33min para auxiliar os cruzadores de batalha alemães, acompanhados dos pré-dreadnoughts da II Esquadra. Entretanto, foi tarde de mais e eles não conseguiram encontrar os navios britânicos. A frota retornou para a Rada de Schillig fora de Wilhelmshaven às 19h05min. Nesse meio tempo, a força britânica concentrou seus tiros no cruzador blindado SMS Blücher e ele afundou, enquanto o SMS Seydlitz foi seriamente danificado por um incêndio no depósito de munições. O imperador removeu Ingenohl de seu posto em 2 de fevereiro e o substituiu pelo almirante Hugo von Pohl.
Os oito navios da I Esquadra foram para o Mar Báltico em 22 de fevereiro de 1915 para treinarem até 13 de março. Eles participaram de uma série de incursões para o Mar do Norte depois de retornarem que transcorreram sem incidentes, nos dias 29 e 30 de março, 17 e 18 de abril, 17 e 18 de maio e em 29 e 30 de maio. A frota ficou praticamente inativa parada em seus portos até 4 de agosto, quando a I Esquadra retornou para o Báltico a fim de passar por novos treinamentos. A esquadra então foi colocada junto com uma força naval em uma tentativa de tomar o Golfo de Riga das forças da Marinha Imperial Russa. A força incluía os oito couraçados da I Esquadra, os cruzadores de batalha Seydlitz, SMS Von der Tann e SMS Moltke, vários cruzadores rápidos, 32 barcos torpedeiros e treze caça-minas. O plano era para que caminhos fossem criados através dos campos minados inimigos para que a presença naval russa pudesse assim ser eliminada. Os alemães então criariam campos minados próprios para impedir que os inimigos entrassem no golfo. Os couraçados SMS Nassau e SMS Posen foram destacados em 16 de agosto com o objetivo de escoltar os caça-minas e destruir o couraçado pré-dreadnought russo Slava, porém fracassaram em sua missão. Os campos minados russos foram liberados depois de três dias e a flotilha entrou no golfo no dia 19, porém submarinos inimigos na área fizeram os alemães recuarem logo no dia seguinte. A I Esquadra retornou para Wilhelmshaven em 26 de agosto.
A Frota de Alto-Mar realizou entre 23 e 24 de outubro sua última grande operação sob o comando de Pohl, porém terminou sem confronto com forças britânicas. Pohl estava doente de câncer no fígado e foi substituído em janeiro de 1916 pelo vice-almirante Reinhard Scheer. Este propôs uma política mais agressiva pensada para forçar um confronto com a Grande Frota britânica; ele recebeu aprovação do imperador no mês seguinte. A primeira operação de Scheer foi uma varredura do Mar do Norte de 5 a 7 de março, seguida por outras duas entre 21 e 22 e de 25 até 26 de março. O Oldenburg apoiou um ataque à costa britânica em 24 de abril realizado pela força de cruzadores de batalha. Estes partiram da Angra de Jade às 10h55min e o resto da Frota de Alto-Mar seguiu às 13h40min. O Seydlitz bateu em uma mina no caminho e precisou recuar. Os outros cruzadores de batalha bombardearam a cidade de Lowestoft, porém encontraram a Força de Harwich de cruzadores de batalha britânicos enquanto aproximavam-se de Yarmouth. As embarcações enfrentaram-se brevemente até os britânicos recuarem. Relatos de submarinos inimigos fizeram o I Grupo de Reconhecimento recuar. Scheer nesse momento fora informado que a Grande Frota tinha deixado sua base em Scapa Flow na Escócia, assim deu ordem para seus navios voltarem para águas alemãs.

#### Jutlândia

Mapa mostrando os principais movimentos da Batalha da Jutlândia. Os alemães são mostrados em vermelho enquanto os britânicos em azul.

O Oldenburg esteve presente nas operações que resultaram na Batalha da Jutlândia, que ocorreu entre os dias 31 de maio e 1º de junho de 1916. A frota alemã mais uma vez tentou atrair e isolar uma parte da Grande Frota e destruí-la antes que a força principal britânica pudesse retaliar. O couraçado foi a quarta embarcação da I Divisão da I Esquadra e o décimo segundo navio na linha de batalha, ficando atrás de seu irmão SMS Helgoland e à frente do Posen. A I Esquadra formava o centro da linha alemã, atrás dos oito couraçados das Classes König e Kaiser pertencentes a III Esquadra. Os seis pré-dreadnoughts das III e IV Divisões da II Esquadra de Batalha compunham a traseira da formação.
O I Grupo de Reconhecimento encontrou a 1ª Esquadra de Cruzadores de Batalha de Beatty pouco antes das 16h. Os dois lados começaram um duelo de artilharia que resultou na destruição do HMS Indefatigable pouco depois das 17h, enquanto o HMS Queen Mary afundou meia hora depois. Os alemães nesse momento já estavam navegando para o sul a fim de levar o inimigo em direção do resto da Frota de Alto-Mar. A tripulação do couraçado SMS König, que liderava a linha alemã, avistou a aproximação do I Grupo de Reconhecimento e da 1ª Esquadra de Cruzadores de Batalha às 17h30min. Os cruzadores alemães viraram para estibordo, enquanto os britânicos foram para bombordo. Scheer ordenou às 17h45min uma manobra para colocar seus navios mais próximos dos britânicos, dando a ordem de abrir fogo um minuto depois.
O Oldenburg inicialmente estava muito longe para poder enfrentar as embarcações britânicas de forma eficiente. A linha alemã encontrou pouco antes das 18h30min os contratorpedeiros britânicos HMS Nestor e HMS Nomad, que tinham sido desabilitados mais cedo na batalha. O Helgoland e o SMS Thüringen, possivelmente o Oldenburg e o Posen também, dispararam suas baterias principais e secundárias contra o Nestor. O navio foi destruído por várias explosões e afundou às 18h35min; a maior parte de sua tripulação sobrevivente foi resgatada por barcos torpedeiros alemães. O couraçado britânico HMS Warspite ficou ao alcance pouco antes das 19h15min, sendo o primeiro grande navio que o Oldenburg podia enfrentar. Ele disparou brevemente seus canhões de 305 milímetros durante uma manobra de 180 graus ordenada por Scheer com o objetivo de recuar suas embarcações da frota britânica. O couraçado alemão afirmou ter acertado o Warspite uma vez, porém seus artilheiros tiveram dificuldade de discernir o inimigo em meio a fumaça cada vez maior.
A Frota de Alto-Mar reorganizou-se às 23h30min na formação de navegação noturna. O Oldenburg ficou como o quinto navio, posicionado bem próximo da frente da linha de 24 navios. As unidades da dianteira alemã encontraram forças rápidas britânicas pouco menos de uma hora depois e um violento confronto a curta distância começou. O Oldenburg disparou contra vários contratorpedeiros, incluindo o HMS Fortune e o HMS Porpoise. O Fortune acertou uma vez no couraçado alemão com seu canhão de 101 milímetros. O projétil acertou um holofote em cima da ponte e causou baixas sérias. O oficial responsável pelas armas de 88 milímetros foi morto, assim como outros três oficiais na ponte. O timoneiro foi incapacitado e o capitão Höpfner, o oficial comandante, foi ferido. O navio navegou brevemente sem controle e começou a ameaçar uma colisão contra o Posen e o Helgoland, porém Höpfner conseguiu alcançar o timão e assumir o controle. A embarcação e outros couraçados próximos logo atacaram o HMS Ardent, com este rapidamente sendo destruído. O Fortune também foi afundado e os outros quatro contratorpedeiros britânicos restantes se dispersaram.
A frota alemã conseguiu atravessar os contratorpedeiros e alcançar o Recife de Horns às 4h00min. Os navios chegaram na Angra de Jade algumas horas depois; o Thüringen, Helgoland, Nassau e SMS Westfalen assumiram posições defensivas na rada, enquanto o SMS Kaiser, SMS Kaiserin, SMS Prinzregent Luitpold e SMS Kronprinz ancoraram na entrada de Wilhelmshaven. O Oldenburg e os outros couraçados entraram no porto, onde aqueles ainda capazes de lutar reabasteceram munição e combustível. O Oldenburg, no decorrer da batalha, disparou 53 projéteis de 305 milímetros, 88 de 150 milímetros e trinta de 88 milímetros. Sua tripulação sofreu oito mortes e catorze feridos.

#### Outras ações
O couraçado foi designado para funções de guarda na Angra da Alemanha após a Jutlândia, com seus danos tendo sido rapidamente concertados em Wilhelmshaven entre 30 de junho e 15 de julho. Scheer tentou repetir a operação de 31 de maio em 18 de agosto. O Moltke e o Von der Tann, os únicos cruzadores de batalha alemães em condições de combate, apoiados por três couraçados, deveriam bombardear a cidade costeira de Sunderland em uma tentativa de atrair os cruzadores de Beatty. O resto da frota, incluindo o Oldenburg, viria atrás a fim de proporcionar cobertura. A inteligência britânica informou o almirante sir John Jellicoe no mesmo dia sobre a partida dos alemães, assim ele enviou a Grande Frota para interceptá-los. Scheer virou para o norte ao se aproximar da costa britânica depois de receber relatos falsos de um zepelim sobre unidades britânicas na área. O bombardeamento assim não foi realizado e o almirante foi avisado às 14h35min sobre a aproximação da Grande Frota, decidindo voltar para a Alemanha.
O Oldenburg e o resto da I Esquadra apoiaram uma varredura do Banco de Terschelling nos dias 25 e 26 de setembro feita pelo II Líder de Barcos Torpedeiros. Scheer realizou outra operação da frota entre 18 e 20 de outubro, porém não encontraram embarcações britânicas. O navio foi designado para funções de guarda da Angra da Alemanha pela maior parte de 1917. Ele e seus irmãos foram para os estreitos dinamarqueses em outubro na Operação Albion, um ataque anfíbio contra as ilhas russas do Golfo de Riga, com o objetivo de bloquear qualquer tentativa britânica de intervir. Os quatro chegaram na Baía de Putzig em 28 de outubro e partiram para Arensburgo no dia seguinte. A operação foi finalizada em 2 de novembro e o Oldenburg e seus irmãos retornaram para o Mar do Norte. Uma última incursão ocorreu entre 23 e 24 de abril de 1918. Scheer tinha a intenção de interceptar um comboio britânico e destruir os couraçados de escolta. O Moltke teve problemas mecânicos durante a ação e precisou ser rebocado de volta para casa pelo Oldenburg. A maior parte da frota retornou para o porto enquanto Hipper procurou em vão pelo comboio. A inteligência alemã tinha errado a data de partida dos navios e Hipper voltou para a Alemanha também após horas de procura. O Moltke foi reparado o suficiente às 18h37min para que pudessem entrar no porto por conta própria.

### Fim da guerra
O Oldenburg e seus três irmãos deveriam participar de uma última ação da frota no final de outubro de 1918, duas semanas antes da assinatura do Armistício de Compiègne. A maior parte da Frota de Alto-Mar deveria deixar sua base em Wilhelmshaven e enfrentar a Grande Frota; Scheer, agora chefe do estado-maior naval, tinha a intenção de infligir o máximo dano possível contra a Marinha Real, não importando o custo para seus próprios navios, a fim de melhorar a posição de barganha da Alemanha. Muitos dos marinheiros veteranos e cansados da guerra acharam que a operação atrapalharia o processo de paz e prolongaria o confronto. Foi emitida uma ordem em 29 de outubro para que as embarcações partissem na manhã seguinte. Vários marinheiros a bordo do Thüringen se amotinaram durante a noite, seguidos por outros navios. Os foguistas desligaram as caldeiras e recusaram-se a trabalhar. Os barcos torpedeiros SMS B110 e SMS B112 mais o u-boot SM U-135 apontaram suas armas para o couraçado no dia seguinte. Grande parte de sua tripulação, 314 marinheiros e 124 foguistas, foram presos e levados para fora do navio. Isto não foi o suficiente para suprimir o motim e ele logo se espalhou para toda a frota. A agitação forçou Scheer e Hipper a cancelarem a ação. O imperador, ao ser informado da situação, exclamou "Não tenho mais uma marinha".
A maior parte da Frota de Alto-Mar, sob o comando do contra-almirante Ludwig von Reuter, foi internada em Scapa Flow após a assinatura do armistício. Apenas os navios mais modernos foram enviados para o internamento; os quatro da Classe Helgoland permaneceram na Alemanha. A frota britânica de vigia deixou Scapa Flow na manhã do dia 21 de junho de 1919 a fim de realizar treinamentos, com Reuter transmitindo às 11h20min uma ordem para que todos os navios fossem deliberadamente afundados. Em quatro horas, 52 embarcações afundaram. O Oldenburg foi retirado da lista naval em 5 de novembro de 1919. O destino dos oito couraçados alemães restantes foi decidido pelo Tratado de Versalhes, que afirmou que deveriam ser desarmados e entregues aos Aliados. O Oldenburg foi transferido para a Marinha Imperial Japonesa em 13 de maio de 1920 sob o nome de "M". Os japoneses não precisavam do navio e ele foi vendido em junho para uma firma britânica que o desmontou em Dordrecht, Países Baixos, um ano depois.